# استیل‌دار کردن

برای تولید آسپرین، باید سالیسیلیک اسید را استیل‌دار کرد.

استیل‌دار کردن (یا بر اساس نامگذاری آیوپاک اتانوئیل‌دار کردن) یک واکنش استری‌کردن آلی به وسیله استیک اسید است. این واکنش یک گروه عاملی استیل را به یک ترکیب شیمیایی وارد می‌کند. چنین ترکیباتی استات استر یا استات نامیده می‌شوند. استیل‌زدایی واکنش مخالف این واکنش است که طی آن یک گروه استیل از یک ترکیب شیمیایی حذف می‌شود.

## یادداشت
1. ↑  Acetylation
2. ↑  ethanoylation
3. ↑  Deacetylation